# Fakhr-ad-Dawla
Fakhr-ad-Dawla Abu-l-Hàssan Alí ibn al-Hàssan, més conegut simplement pel seu làqab com a Fakhr-ad-Dawla (àrab: فخر الدولة, Faẖr ad-Dawla) (952-997) fou el tercer fill del sultà buwàyhida o búyida Rukn-ad-Dawla. La seva mare era una filla d'al-Hàssan ibn Fayuran, cosí de Maqan ibn Kaki.
Malalt el seu pare, va convocar als seus fills Àdud-ad-Dawla, Muàyyid-ad-Dawla i Fakhr-ad-Dawla i els va comunicar la successió: la sobirania suprema seria per al fill gran Adud-ad-Dawla i els altres dos fills rebrien territoris al Jibal. El feu de Fakhr-ad-Dawla seria Hamadan i Dinawar que estava dominat en part pels kurds hasanwàyhides, mentre Muàyyid-ad-Dawla rebria Esfahan i Rayy. Rukn-ad-Dawla va morir el 977.
Fakhr-ad-Dawla, que aspirava a més, es va aliar amb el seu cosí Izz-ad-Dawla Bakhtiyar, fill de Muizz-ad-Dawla (germà de Rukn-ad-Dawla), amb Hassanwayh i amb Qabus ibn Wuixmaguir dels ziyàrides de Gurgan. Adud-ad-Dawla va derrotar a Bakhtiyar i als hamdànides de Mossul, i Hassanwayh va morir, i Fakhr fou expulsat del seu feu el 979 i va fugir al Khurasan (junt amb Kabus ibn Washmagir) sota la protecció del governador samànida de la regió Hussam-ad-Dawla Tash; Muàyyid-ad-Dawla va rebre els seus territoris i els dels ziyàrides.
Fakhr-ad-Dawla, amb suport samànida, va provar de recuperar els seus dominis, però fou derrotat altre cop el 981 i posteriors intents no van tenir tampoc èxit. Àdud-ad-Dawla va morir el 983. Muàyyid-ad-Dawla va provar un acostament al seu germà, que no va reeixir i va morir poc després (984). El seu visir Ibn Abbad va cridar llavors a Fakhr que va anar a Rayy i Esfahan; el fill de Muàyyid-ad-Dawla es va haver de sotmetre. Fakhr no va retornar el Gurgan (que havia passat a Muàyyid-ad-Dawla) al seu antic aliat Qabus. Va donar suport a Tash contra el seu successor Ibn Simmdjur al Khurasan.
Fakhr-ad-Dawla era ara un príncep independent i cap de la família buwàyhida com a príncep de més edat. Va intentar eliminar els senyors locals kurds i daylamites i va ocupar algunes de les seves fortaleses com Shamiran; es va enfrontar als hasanwàyhides revoltats a Kumm, a la revolta de Tabaristan i Qazwin (987) i a l'intent del seu cosí matern Nasr ibn al-Hasan ibn Faruyan a Damghan (988); el cap militar Ali ibn Kama, general de Muayyid, fou desposseït dels seus feus i va morir. Va mantenir bones relacions amb el seu nebot Samsam-ad-Dawla d'Iraq fins que va pujar al tron el seu germà Bahà-ad-Dawla (989); llavors es va aliar als hasanwàyhides (Badr ibn Hasanwayh) i va atacar Khuzestan que depenia d'Iraq, però algunes disputes amb els caps militars i unes inundacions van desorganitzar el seu exèrcit i es va haver de retirar (989) i el 994 va fer un acostament a Bahà-ad-Dawla en contra del seu antic aliat Samsam-ad-Dawla que ara dominava Fars (vers 990 a 998). El visir Ibn Abbad, amb el que les relacions havien empitjorat, va morir (995), els seus béns foren confiscats, i el seu càrrec repartit entre dos titulars.
Va morir l'agost del 997. El va succeir el seu fill Majd-ad-Dawla, mentre Qabus ibn Wuixmaguir recuperava Gurgan.